# Arecibo (EP)
Az Arecibo Little Boots debütáló középlemeze, mely az Egyesült Államokban 2008. november 18-án jelent meg az IAMSOUND Records gondozásában.

## Az album dalai
Az összes dalt Victoria Hesketh, Greg Kurstin és Joe Goddard szerezte.
1. Stuck on Repeat – 6:54
2. Stuck on Repeat (Fake Blood Remix) – 6:22
3. Meddle – 3:16
4. Meddle (Ebola Remix) – 4:22

## Megjelenések
| Ország           | Dátum              | Kiadó    | Formátum           |
| ---------------- | ------------------ | -------- | ------------------ |
| Egyesült Államok | 2008. november 18. | IAMSOUND | 12" kislemez       |
| Egyesült Államok | 2009. március 24.  | IAMSOUND | Digitális letöltés |

## Fordítás
Ez a szócikk részben vagy egészben  az   Arecibo (EP) című angol Wikipédia-szócikk fordításán alapul.  Az eredeti cikk szerkesztőit annak laptörténete sorolja fel. Ez a jelzés csupán a megfogalmazás eredetét és a szerzői jogokat jelzi, nem szolgál a cikkben szereplő információk forrásmegjelöléseként.